# Toronto—St. Paul's
Pour les articles homonymes, voir St. Paul's.
Circonscription électorale fédérale du Canada
Toronto—St. Paul's (nommé St. Paul's avant 2015) est une circonscription électorale fédérale et provinciale en Ontario.

## Circonscription fédérale
La circonscription est située dans le sud de l'Ontario, plus précisément une partie du centre-ville de Toronto. 
Les circonscriptions limitrophes sont Davenport, Don Valley-Ouest, Eglinton—Lawrence et University—Rosedale.               
La représentation politique est présentement vacante.

### Historique
La circonscription de St. Paul's a été créée en 1933 à partir des circonscriptions de Toronto-Est-Centre, Toronto-Nord-Est, Toronto-Sud et Toronto-Ouest-Centre. La circonscription a pris son nom actuel en 2015.
| Parlement                                                                                     | Années       | Députés                   | Députés           | Parti                     |
| --------------------------------------------------------------------------------------------- | ------------ | ------------------------- | ----------------- | ------------------------- |
| St. Paul's Issue de Toronto-Est-Centre, Toronto-Ouest-Centre, Toronto-Nord-Est et Toronto-Sud |              |                           |                   |                           |
| 18e                                                                                           | 1935–1940    |                           | Douglas Ross      | Conservateur              |
| 19e                                                                                           | 1940–1935    | Gouvernement national     | Douglas Ross      |                           |
| 20e                                                                                           | 1945–1949    | Progressiste-conservateur | Douglas Ross      |                           |
| 21e                                                                                           | 1949–1953    |                           | James Rooney      | Libéral                   |
| 22e                                                                                           | 1953–1957    |                           | Roland Michener   | Progressiste-conservateur |
| 23e                                                                                           | 1957–1958    |                           | Roland Michener   | Progressiste-conservateur |
| 24e                                                                                           | 1958–1962    |                           | Roland Michener   | Progressiste-conservateur |
| 25e                                                                                           | 1962–1963    |                           | Ian Wahn          | Libéral                   |
| 26e                                                                                           | 1963–1965    |                           | Ian Wahn          | Libéral                   |
| 27e                                                                                           | 1965–1968    |                           | Ian Wahn          | Libéral                   |
| 28e                                                                                           | 1968–1972    |                           | Ian Wahn          | Libéral                   |
| 29e                                                                                           | 1972–1974    |                           | Ron Atkey         | Progressiste-conservateur |
| 30e                                                                                           | 1974–1979    |                           | John Roberts      | Libéral                   |
| 31e                                                                                           | 1979–1980    |                           | Ron Atkey         | Progressiste-conservateur |
| 32e                                                                                           | 1980–1984    |                           | John Roberts      | Libéral                   |
| 33e                                                                                           | 1984–1988    |                           | Barbara McDougall | Progressiste-conservateur |
| 34e                                                                                           | 1988–1993    |                           | Barbara McDougall | Progressiste-conservateur |
| 35e                                                                                           | 1993–1997    |                           | Barry Campbell    | Libéral                   |
| 36e                                                                                           | 1997–2000    | Carolyn Bennett           |                   | Libéral                   |
| 37e                                                                                           | 2000–2004    | Carolyn Bennett           |                   | Libéral                   |
| 38e                                                                                           | 2004–2006    | Carolyn Bennett           |                   | Libéral                   |
| 39e                                                                                           | 2006–2008    | Carolyn Bennett           |                   | Libéral                   |
| 40e                                                                                           | 2008–2011    | Carolyn Bennett           |                   | Libéral                   |
| 41e                                                                                           | 2011–2015    | Carolyn Bennett           |                   | Libéral                   |
| Toronto—St. Paul's                                                                            |              |                           |                   |                           |
| 42e                                                                                           | 2015–2019    |                           | Carolyn Bennett   | Libéral                   |
| 43e                                                                                           | 2019–2021    |                           | Carolyn Bennett   | Libéral                   |
| 44e                                                                                           | 2021–2024    |                           | Carolyn Bennett   | Libéral                   |
| 44e                                                                                           | 2024–présent |                           | Don Stewart       | Conservateur              |

## Circonscription provinciale
Depuis les élections provinciales ontariennes du 4 octobre 2007, l'ensemble des circonscriptions provinciales et des circonscriptions fédérales sont identiques.